# イトウシンタロウ
イトウ シンタロウ（1993年7月8日 - ）は、日本のポケモンカードゲームプレイヤー、YouTuber、プロゲーマー。ポケモンカードゲーム元世界チャンピオン。Card Rush Pros所属。TwitterおよびYouTubeではプレイヤーネーム「とーしん」名義で活動しているほか、本名の「伊東進太郎」を用いることもある。埼玉県さいたま市出身。

## 来歴
埼玉県さいたま市出身。開成中学校・高等学校卒業後、慶應義塾大学へ進学、卒業。中高では水泳部に所属。
初めてポケモンカードゲームに触れたのは小学校1年生のときだが、本格的なプレイを始めたのは中学校3年生以降。2013年に世界大会の出場権をかけた公式大会であるバトルカーニバル2013スプリング 名古屋大会Bリーグにて優勝し、日本代表となる。この際の使用デッキは「スイクン+テラキオン」。日本代表になるまでは自分の実力に自信を持てず、いわゆるミラー対決に苦手意識を持っていた。それが人の使っていない独創的なデッキを作るようになった大きな理由と語っている。
2016年には、ポケモンの世界大会であるポケモンワールドチャンピオンシップスのカード部門で優勝し世界一の座に輝いた。当時の環境であまり注目されていなかった「MタブンネEX」を主軸としたデッキを使用し、革新的なデッキと評された。
その後も国内大会を中心に好成績を重ね、第二期、第三期、第四期の「ポケカ四天王」（公認プレイヤー）を務める。
2019年のポケモンワールドチャンピオンシップスでは、ジャッジによるペナルティの結果オーストラリア代表のHenry Brandに敗れ準優勝に終わった。また、同年からCard Rush Pros所属のプロ選手として活動を開始した。
2021年11月には、ポケモンカードゲームのCM撮影後に佐藤健とプライベートデッキで対戦。佐藤が勝利したため、イトウの肩書である「ポケカ四天王」を佐藤が名乗ることになった。
2022年のポケモンワールドチャンピオンシップスは、91位で予選敗退となった。同年11月5日に行われた第5期ポケカ四天王決定戦では2位となり、4期連続でポケカ四天王に就任した。

## 主な戦績

### 国際大会
- 2013-08-09 2013 Pokémon World Championships Masters Division 54位[2]
- 2015-08-21 2015 Pokémon World Championships Masters Division 80位[2]
- 2016-08-19 2016 Pokémon World Championships Masters Division Champion (世界一)[2]
- 2017-08-18 2017 Pokémon World Championships Masters Division 41位[2]
- 2018-08-24 2018 Pokémon World Championships Masters Division 97位[2]
- 2019-08-16 2019 Pokémon World Championships Masters Division 準優勝[13]
- 2022-08-18 2022 Pokémon World Championships Masters Division 91位[14]
- 2023-02-17 2023 Oceania Pokémon TCG International Championship 103位[15]

### 国内大会
- 2013-05-12 バトルカーニバル2013 名古屋大会 優勝[2]
- 2014-05-03 リザードンメガバトル 東日本大会殿堂 3位[2]
- 2015-05-05 レックウザメガバトル 愛知大会 準優勝[2]
- 2015-06-27 レックウザメガバトル 日本チャンピオン決定戦 8位[2]
- 2015-11-29 バトルフェスタ2015 愛知大会 BW3位[2]
- 2016-05-15 カメックスメガバトル 大阪大会 Aグループ1位[2]
- 2016-06-19 カメックスメガバトル 日本チャンピオン決定戦 9位[2]
- 2017-05-05 チャンピオンズリーグ 2017 愛知 Aグループ 優勝[2]
- 2017-05-28 チャンピオンズリーグ 2017 大阪 Aグループ TOP16[2]
- 2017-06-25 日本チャンピオン決定戦 2017 TOP4[2]
- 2017-09-03 チャンピオンズリーグ 2018 横浜 準優勝[2]
- 2018-02-24 ステーションリーグ決勝大会 TOP4[2]
- 2018-03-21 チャンピオンズリーグ 2018 愛知 TOP8[2]
- 2018-04-21 チャンピオンズリーグ 2018 京都 優勝[2]
- 2018-06-19 ポケモンジャパンチャンピオンシップス 2018 TOP32[2]
- 2018-09-16 チャンピオンズリーグ 2019 東京 17位[2]
- 2018-12-02 チャンピオンズリーグ 2019 新潟 TOP16[2]
- 2019-02-17 チャンピオンズリーグ 2019 千葉 TOP4[2]
- 2019-04-14 チャンピオンズリーグ 2019 京都 TOP8[16]
- 2019-09-21 チャンピオンズリーグ 2020 東京 TOP32[16]
- 2020-03-21 第1回 スペシャルリーグ 2020 銀座 準優勝[17]
- 2021-03-28 チャンピオンズリーグ 2021 愛知 オープンリーグ（エクストラレギュレーション）TOP16[18]
- 2022-05-08 チャンピオンズリーグ 2022 横浜 TOP32[19][20]
- 2022-06-11 ポケモンジャパンチャンピオンシップス 2022 TOP4[21][22]
- 2023-02-26 チャンピオンズリーグ 2023 愛知 オープンリーグ（エクストラレギュレーション）TOP4[23]

## 出演

### テレビ番組
- ポケモンゲット☆TV（2015年1月25日 テレビ東京系列）[24]

### CM
- ポケモンカードゲーム「スタートデッキ100マッチ」篇[25]
- ポケモンカードゲーム「Hop Step Pokéca Mission 3 ポケカ仲間と強敵に勝つぞ!」篇[26]